# Уйгурский трибунал
Уйгурский трибунал — суд, базирующийся в Великобритании, целью которого является изучение доказательств нарушений прав человека Китаем в отношении уйгурского народа и оценка того, являются ли эти нарушения геноцидом в соответствии с Конвенцией о геноциде. Трибунал возглавляет Джеффри Найс, ведущий обвинитель по делу Слободана Милошевича, который объявил о создании трибунала в сентябре 2020 года. Трибунал стремился принять не позднее декабря 2021 года окончательное решение о том, совершило ли правительство Китайской Народной Республики геноцид против уйгуров. Окончательное решение трибунала не будет юридически обязывать какое-либо правительство принять меры, но организаторы надеются, что слушания и отчёты трибунала могут стимулировать международные действия и помочь привлечь Китай к ответственности за злоупотребления в отношении уйгуров.
По словам Найса, трибунал был созван, когда не стало «другого способа привлечь к суду руководство (Китайской) Коммунистической партии, коллективно или индивидуально». Правительство Китая заявило, что трибунал представляет собой «богохульство против закона», приняло санкции против трибунала и его организаторов и назвало трибунал «чистой фикцией».

## Предыстория
Геноцид уйгуров — это продолжающаяся серия нарушений прав человека, совершаемых правительством Китая против уйгурского народа и других этнических и религиозных меньшинств в Синьцзян-Уйгурском автономном районе (СУАР) Китайской Народной Республики и вокруг него. С 2014 года китайское правительство под руководством Коммунистической партии Китая (КПК) во время правления генерального секретаря КПК Си Цзиньпина проводило политику, ведущую к тому, что более чем один миллион мусульман (большинство из них — уйгуры) содержатся в секретных лагерях для интернированных без какого-либо судебного разбирательства, что стало самым масштабным и систематическим содержанием под стражей этнических и религиозных меньшинств со времён Холокоста и Второй Мировой войны. Тысячи мечетей были разрушены или повреждены, а сотни тысяч детей были насильственно разлучены со своими родителями и отправлены в школы-интернаты.
В частности, критики политики китайского правительства подчеркнули концентрацию уйгуров в спонсируемых государством лагерях для интернированных, подавление уйгурских религиозных практик, политическое воспитание, жестокое обращение, а также обширные доказательства и другие свидетельства, подробно описывающие нарушения прав человека, включая принудительную стерилизацию, контрацепцию, аборты и детоубийства. Критики описали это как насильственную ассимиляцию Синьцзяна, а также этноцид или культурный геноцид. Некоторые правительства, активисты, независимые НПО, эксперты по правам человека, учёные, правительственные чиновники и Правительство Восточного Туркестана в изгнании назвали это геноцидом.
Международная реакция резко разделилась: десятки государств-членов Организации Объединённых Наций (ООН) направили в Совет ООН по правам человека письма в поддержку и в осуждение политики Китая в Синьцзяне в 2020 году. В декабре 2020 года Международный уголовный суд отказался провести следствие против Китая на том основании, что он не обладает юрисдикцией над Китаем в отношении большинства предполагаемых преступлений. Соединённые Штаты Америки, палата общин Канады, парламент Нидерландов, палата общин Великобритании, Сейм Литвы и Сенат Чешской Республики признали обращение с уйгурами в Китае как геноцид.

## Создание трибунала
Джеффри Найс, обвинитель по делу о военных преступлениях Слободана Милошевича, объявил о создании уйгурского трибунала и открыл трибунал в сентябре 2020 года. Трибунал был создан в ответ на запрос Всемирного уйгурского конгресса от июня 2020 года, который предоставил трибуналу первоначальные доказательства. Во время объявления трибунала был объявлен призыв собирать доказательства.
К февралю 2020 года состав жюри трибунала был окончательно сформирован; жюри трибунала состоит из экспертов по правам человека и юристов.

### Приглашение свидетелей
На слушания были приглашены десятки экспертов, чтобы представить доказательства, в том числе такие учёные, как антрополог Даррен Байлер, профессор китаеведения Джоан Смит Финли, исследователи Натан Русер и Адриан Зенц. Среди других лиц, представивших доказательства, — президент Всемирного уйгурского конгресса Долкун Айса, уйгурский учёный Абдувели Аюп и свидетели лагерей для интернированных в Синьцзяне, среди которых есть бывшие заключённые.
Организаторы Уйгурского трибунала говорят, что Китай был приглашён для представления доказательств, однако китайское правительство этого не сделало.

## Слушания
Уйгурский трибунал начал свою первую серию слушаний в июне 2021 года, а вторая серия слушаний была запланирована на сентябрь 2021 года.

### Свидетельства
Во время слушаний, состоявшихся в июне 2021 года, в показаниях свидетелей описывались случаи массовых пыток, изнасилований (включая групповые изнасилования), принудительная стерилизация, принудительные аборты, принудительный приём лекарств, которые останавливали менструацию у женщин, произвольные аресты и задержания, массовая слежка, запугивание со стороны правительственных чиновников и принудительное разлучение с детьми. Представленные доказательства также включали показания о сексуальных домогательствах к женщинам со стороны китайских агентов, ответных действиях китайского правительства в отношении родственников уйгуров, проживающих за границей, физическое разрушение домов с семьями, в которых «родилось больше, чем разрешено», и другие злоупотребления.
Китай отрицает факт нарушения прав человека в Синьцзяне, в том числе в лагерях для интернированных в Синьцзяне, и оспаривает законность показаний.

## Международная реакция

### Государства

#### Австралия
По словам советника Трибунала, Австралия предложила предоставить Уйгурскому трибуналу соответствующие доказательства.

#### Китай
Китайское правительство начало агрессивную пиар-кампанию против Уйгурского трибунала. Правительство ввело санкции против трибунала и его организаторов, в то время как его представители заявили, что трибунал является «богохульством против закона», и назвали трибунал «чистой фикцией».
По словам представителей трибунала, Китаю было предложено представить доказательства, но он этого не сделал.

#### Великобритания
Британский министр по делам Азии Найджел Адамс отказался официально предоставить правительственные доказательства Уйгурскому трибуналу, но встретился с председателем трибунала в апреле 2021 года.

#### США
Соединённые Штаты предложили предоставить уйгурскому трибуналу соответствующие доказательства, по словам советника трибунала.

### Неправительственные организации

#### Правозащитные группы
Люк де Пулфорд, соучредитель Коалиции по борьбе с геноцидом, написал в ITV News, что трибунал имел «глобальное значение». Он написал, что в отсутствие возможности международного суда проанализировать дело из-за права вето Китая в Совете Безопасности ООН, этот трибунал будет служить «для обеспечения того, чтобы Конвенция о геноциде не стала бессмысленным документом».

#### Уйгурские группы
Долкун Иса, президент Всемирного уйгурского конгресса, сказал Radio Free Asia после первого дня слушаний, что «слушания в Уйгурском трибунале сегодня прошли очень хорошо, несмотря на проводимую Китаем кампанию дезинформации и дипломатические угрозы в адрес трибунала, выживших в лагерях и свидетелей».